# كفر الأشقم
قرية كفر الاشقم هي إحدى القرى التابعة لمركز فاقوس في محافظة الشرقية في جمهورية مصر العربية. حسب إحصاءات سنة 2006، بلغ إجمالي السكان في كفر الاشقم 8160 نسمة، منهم 4110 رجل و4050 امرأة.